# قطب‌الدین اول
ملک قطب الدین محمد پسر رکن الدین محمود، چهارمین شاه از سلسله ملوک مهربانی بود. پس از درگذشت نصرت‌الدین محمد شاهزاده‌ها و امرا و اکابر و اعیان نیمروز در باب امور سلطنت مشورت کردند. رأی همه به حکومت قطب الدین محمد بن شاه محمود قرار گرفت. به طالع سعد و اختیار شناسندگان سیر سپهر و مساحت کنندگان طول و عرض ماه و مهر به روز دوشنبه سیم ربیع‌الاول سنه ۷۳۱ ه‍.ق بر تخت سلطنت نیمروز متمکن گردید و اکابر به رسم نثار، ایثار درهم و دینار نموده، مستحقان چند روز از اخذ تصدقات آسوده حال بودند.

## شیوه حکومت ملک قطب الدین
آن مردی بود به‌غایت ضابط و صاحب سیاست و عدالت و به صفت بذل و سخا و مروت و زهد و تقوی موصوف و به صحبت علما و فضلا و زهاد و عباد مایل و از فسق و فجور و ملاهی بغایت مجتنب.
وظایف اهل فضل معین نمود و راتبه مطبخ او هرروز سی خروار نان و ده خروار گوشت بود و باقی مایحتاج را از این قیاس توان کرد. مهمانان و مسکینان را از خوان احسان او بهره تمام بود و تمامی سیستان برو مسلم بود. اوق و قله گاه را به فرزندان شاه شمس الدین علی که عمه زادگان او بودند گذاشته و داروغگی شهر و ولایت را به شاه ابو الفتح بن سابق بن مسعود که خواهرزاده نصیرالدین محمد بن ابوالفتح بود مسلم داشت.

## حمله ملک حسین غوری به نیمروز
چون کار مملکت را نظامی بتمامی پیدا شد، ارباب نفاق، ملک حسین غوری را که حاکم هرات بود بر نزاع ملک تحریص نمودند تا در شهور سنه ۷۳۴ ه‍.ق با لشکر زیاده از مور و ملخ متوجه سیستان شد، چون خبر آمدن او به سمع ملک قطب الدین رسید، هشتاد هزار مرد خونخوار از پیاده و سوار جمع کرد: همه زنده پیلان گردون شکوه به تندی چو دریا به هیکل چو کوه. از شهر سیستان به استقبال لشکر خراسان بیرون شده، چون لشکر خراسان بر جوی پنج ده نزول افتاد لشکر سیستان به «کرغ کرد» رسیده بود. زبدة السالکین (امیر اقبال سابق) که از معتقدان شیخ علاء الدوله سمنانی بود و حال او در نفحات الانس مبین است و صاحب تصنیف اقبالیه است نزد ملک قطب الدین محمد آمده همان‌جا التماس نمود که لشکر را بدارید که من نزدیک هرات روم و او را از این کردار نصیحت کنم که بی منازعه شرعی بر سر اهل اسلام می‌آید. ملک گفت برو و او را حجت گیر که «مرا از تو هیچ بیم و هراس نیست؛ اما از ریختن خون مسلمانان اندیشه دارم. اگر این امر مانع نبودی هر آینه در اسفزار به ملاقات مشرف می‌شدیم.» میر اقبال این پیغام ملک به ملک حسین بگفت و او را از لشکر سیستان خوفناک کرده، ملک حسین قبول نصیحت او را بهانه کرده، به سرعت تمام رو به هرات آورد چنان‌که هردو منزل را یکی کرد. ملک نیز به مستقر عز و جلال مراجعت نمود.

## بروز قحطی و وبا و وفات ملک
در شهور سنه ۷۴۷ ه‍.ق قحط عظیم و وبای عمیم در سیستان شایع شد و مدت یکسال اهل بلاد به آن بلا مبتلا بودند و در این وبا، ملک قطب الدین به جوار رحمت ایزدی پیوست. مدت سلطنت به دیگری بگذاشت و از او یک پسر ماند: ملک تاج الدین و پنج برادر: شاه بهرام و شاه ابو الفتح و شاه ارسلان و ملک شاه و ملک عزالدین.